# Γ-セクレターゼ活性化タンパク質
γ-セクレターゼ活性化タンパク質（英: gamma-secretase activating protein、GSAP）もしくはPION（pigeon homolog）は、ヒトではGSAP遺伝子にコードされるタンパク質である。

## 遺伝子
ヒトのGSAP遺伝子は7番染色体長腕のバンド11.23に位置する。GSAP遺伝子のオルソログは、全ゲノムデータが利用可能な脊椎動物のほとんどに見つかっている。昆虫などより離れた生物でもオルソログは発現しており、キイロショウジョウバエDrosophila melanogasterのpigeon遺伝子はGSAPの別名であるPIONという名称の由来となっている。
| pigeon                                  | pigeon                  |
| 識別子                                  | 識別子                  |
| --------------------------------------- | ----------------------- |
| 由来生物                                | Drosophila melanogaster |
| 3文字略号                               | Pigeon                  |
| 代替略号                                | Protein linotte         |
| Entrez                                  | 35200                   |
| RefSeq (mRNA)                           | NM_057598               |
| RefSeq (Prot)                           | NP_476946               |
| UniProt                                 | Q24118                  |
| 他データ                                |                         |
| 染色体                                  | 2L: 19.19 - 19.19 Mb    |
| 検索 構造 Swiss-model ドメイン InterPro |                         |
| 検索                                    |                         |
| 構造                                    | Swiss-model             |
| ドメイン                                | InterPro                |

| 検索     | 検索        |
| -------- | ----------- |
| 構造     | Swiss-model |
| ドメイン | InterPro    |

## タンパク質
GSAP遺伝子には、全長854アミノ酸からなるタンパク質がコードされている。全長タンパク質のC末端領域121残基に由来する16 kDaの断片（GSAP-16K）を指して、GSAPという語が用いられる場合がある。

## 機能
GSAPはγ-セクレターゼとその基質であるアミロイド前駆体タンパク質（APP）の双方との相互作用を介して、アミロイドβの産生を増加させる。GSAPはγ-セクレターゼとAPPの双方に結合することで、酵素の基質に対する親和性と選択性を高める。

## アルツハイマー病の治療標的
GSAPの活性化機能は抗がん剤であるイマチニブ（グリベック）によって阻害され、その結果γ-セクレターゼは他の機能に影響を与えることなく、APPからアミロイドβへの変換が阻害される。イマチニブ自体は脳へ移行しないため、そのままアルツハイマー病治療薬として用いることはできない。しかしながら、脳移行が可能なイマチニブ類似薬剤を同定することができる可能性はある。このように、GSAPはアルツハイマー病の治療標的となる可能性がある。
セマガセスタットはイマチニブとは対照的に、γ-セクレターゼを直接阻害する。セマガセスタットはアルツハイマー病患者のアミロイド斑形成を減少させるが、γ-セクレターゼは他の重要なタンパク質の産生にも必要とされる。セマガセスタットでアルツハイマー病患者の認知機能に改善がみられなかったことは、γ-セクレターゼの非選択的な遮断が原因である可能性がある。GSAPの阻害によるγ-セクレターゼのより選択的な遮断は、γ-セクレターゼ自体を標的とするよりも効果的で安全である可能性がある。

## 発見
GSAP遺伝子は、大規模ゲノムシークエンシングを通じて発見された。しかしながら、GSAP遺伝子産物の機能はいまだ謎に包まれている。ポール・グリーンガードの研究室によってアミロイドβの形成を阻害する化合物のスクリーニングからイマチニブが同定されたが、イマチニブがどのようにしてアミロイドβ形成を阻害しているのかはすぐには判明しなかった。後に、イマチニブはGSAPの機能を阻害しており、GSAPはγ-セクレターゼの活性化因子として機能していることが同研究室によって発見された。

## 関連文献
- “Transcriptome analysis of human gastric cancer”. Mammalian Genome 16 (12):  942–54. (December 2005). doi:10.1007/s00335-005-0075-2. PMID 16341674.